# .so
.so је највиши Интернет домен државних кодова (ccTLD) за Сомалију.
Због одсуства признате владе у Сомалији, прекинуте су операције овог домена, који је званично делегиран компанији из Питсбурга, САД. Једини активан сајт (nic.so) има једну страну која каже да је .so домен "паркиран" и регистрације су "недоступне" (од "2/9/05", двосмисленог датумског формата). Све адресе регистроване раније у оквиру .so домена су, чини се, нефункционалне, а нове регистрације се не примају.